# Хесбургер
„Хесбургер“ (на фински: Hesburger) е финландска верига ресторанти за бързо хранене, базирани в Централна и Източна Европа.
Това е най-разпространената верига за бързо хранене във Финландия, Естония, Латвия и Литва, като в тези страни е по-популярна и от „Макдоналдс“. Веригата има и ресторанти в Русия, Беларус, Германия, Украйна и България (23 на брой).
Компанията предлага хамбургери, пържени картофи, салати, десерти, шейкове, кафе и други напитки. В някои от ресторантите си има и автомивка.
Името на компанията идва от прякора на нейния основател – Хеики „Хесе“ Салмела.

## Hesburger в България
Веригата отваря първия си ресторант в Стара Загора през 2016 г., а впоследствие инвестира над 7 милиона лева и достига 15 на брой ресторанта (към края на 2018 г.), като целта ѝ е да отвори 50 ресторанта за 10 години. Предвидените за този период инвестиции са 35 милиона евро.
- София – 5 ресторанта
- Стара Загора – 1 ресторант
- автомагистрала Тракия – 3 ресторанта
- Ловеч – 1 ресторант
- Плевен - 1 ресторант (Панорама Мол)
- Бургас – 1 ресторант
- Пловдив – 1 ресторант
- Сливен – 1 ресторант
- Кърджали – 1 ресторант
- Добрич – 1 ресторант
- Варна – 1 ресторант
- Хасково – 1 ресторант
- Велико Търново – 1 ресторант
- Русе – 1 ресторант
- Слънчев бряг – 1 ресторант
- ГКПП Кулата - Промахон, село Кулата – 1 ресторант

## Ресторанти
Брой на ресторантите по страни към ноември 2022:
| Страна    | Брой ресторанти |
| Финландия | 277             |
| Литва     | 58              |
| Естония   | 48              |
| Латвия    | 50              |
| Русия     | 39              |
| България  | 25              |
| Украйна   | 7               |
| Германия  | 2               |